# دوغ دينيسون
دوغ دينيسون (بالإنجليزية: Doug Dennison)‏ هو لاعب كرة قدم أمريكية أمريكي، ولد في 18 ديسمبر 1951 في لانكستر في الولايات المتحدة.

## وصلات خارجية
- دوغ دينيسون على موقع مرجع كرة القدم المحترفة.كوم (الإنجليزية)